# This Dying Soul
Pistes de Train of Thought
As I Am
(1) Endless Sacrifice
(3)
This Dying Soul est la deuxième chanson de l'album Train of Thought du groupe de metal progressif Dream Theater. La musique a été composée par John Myung, John Petrucci, Mike Portnoy et Jordan Rudess et les paroles ont été écrites par Mike Portnoy et dédiées à Bill W. and all of his friends.

## Apparitions
1. Train of Thought (Album) (2003)
2. Live at Budokan (DVD Live) (2004)
3. Live at Budokan (Album Live) (2004)

## Faits Divers
- This Dying Soul est composée des parties 4 et 5 de la Alcoholics Anonymous suite, suivant les parties 1 à 3 de The Glass Prison (Six Degrees of Inner Turbulence) et précédent les parties 6 et 7 de The Root Of All Evil (Octavarium), les parties 8 et 9 de Repentance (Systematic Chaos) et les parties 10 à 12 de The Shattered Fortress (Black Clouds and Silver Linings).
- IV. Reflections of Reality (Revisited) est la première partie de la chanson de 0:00 à 6:31 et traite de la 4e partie du programme de 12 étapes des alcooliques anonymes qui demande de faire le ménage de soi intérieurement.
- V. Release est la deuxième partie de la chanson de 6:31 à 8:25 et traite de la 5e partie du programme de 12 étapes des alcooliques anonymes qui consiste à admettre à Dieu, nous-mêmes et une autre personne la nature exacte de nos erreurs.

## Personnel
- James LaBrie - chant
- John Myung - basse
- John Petrucci - guitare
- Mike Portnoy - batterie et chant
- Jordan Rudess - claviers